# Menäon

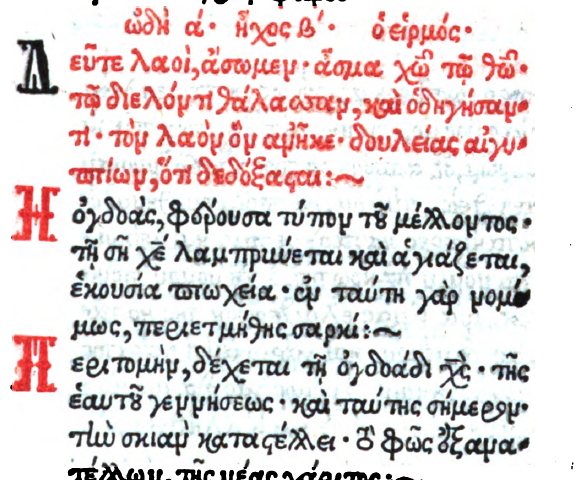
Griechisches Menäon für den Monat Januar, Venedig 1552

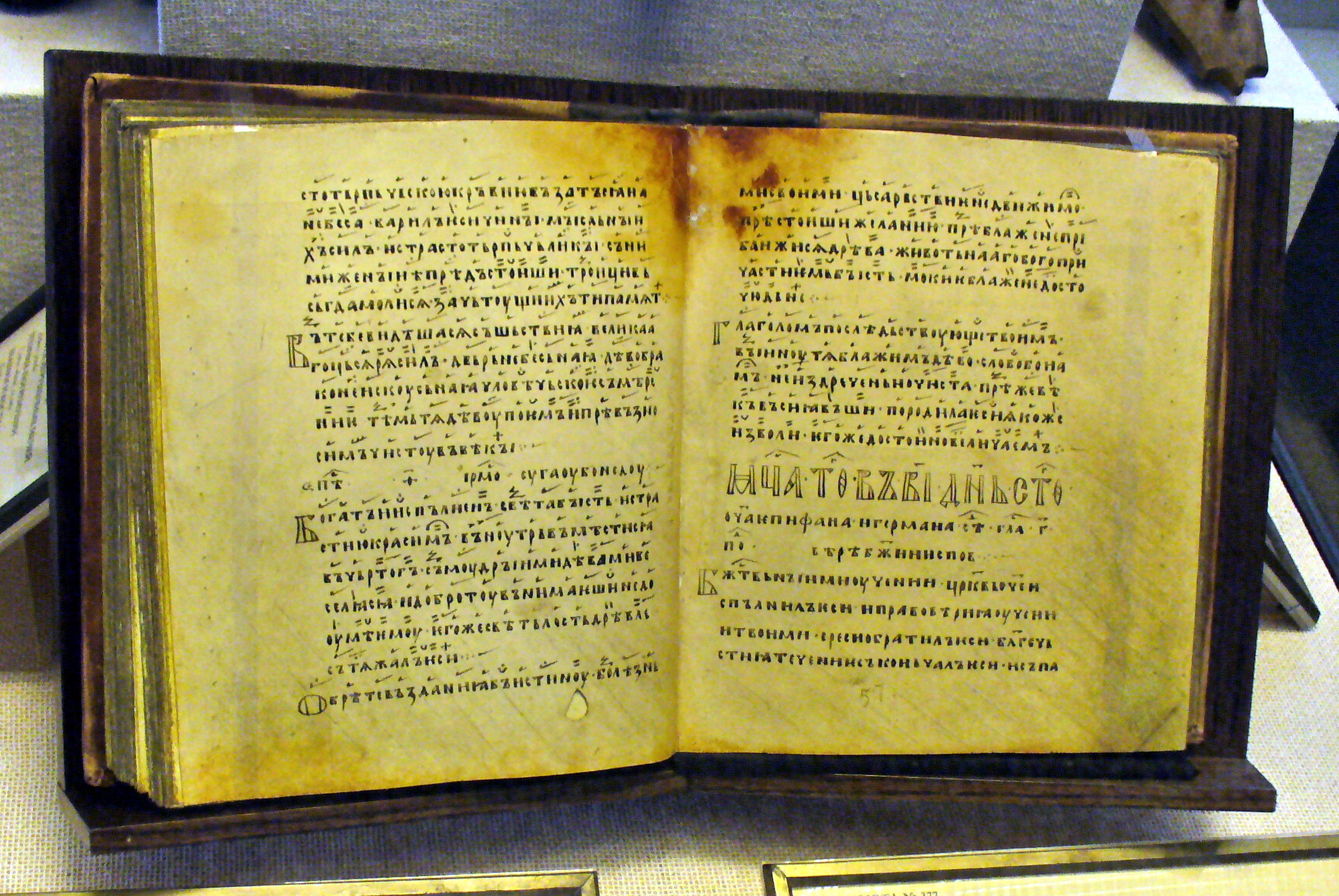
Menäen (Monat Mai), kirchenslawisch, zweite Hälfte des 12. Jhd., Nowgorod, Sophienkathedrale

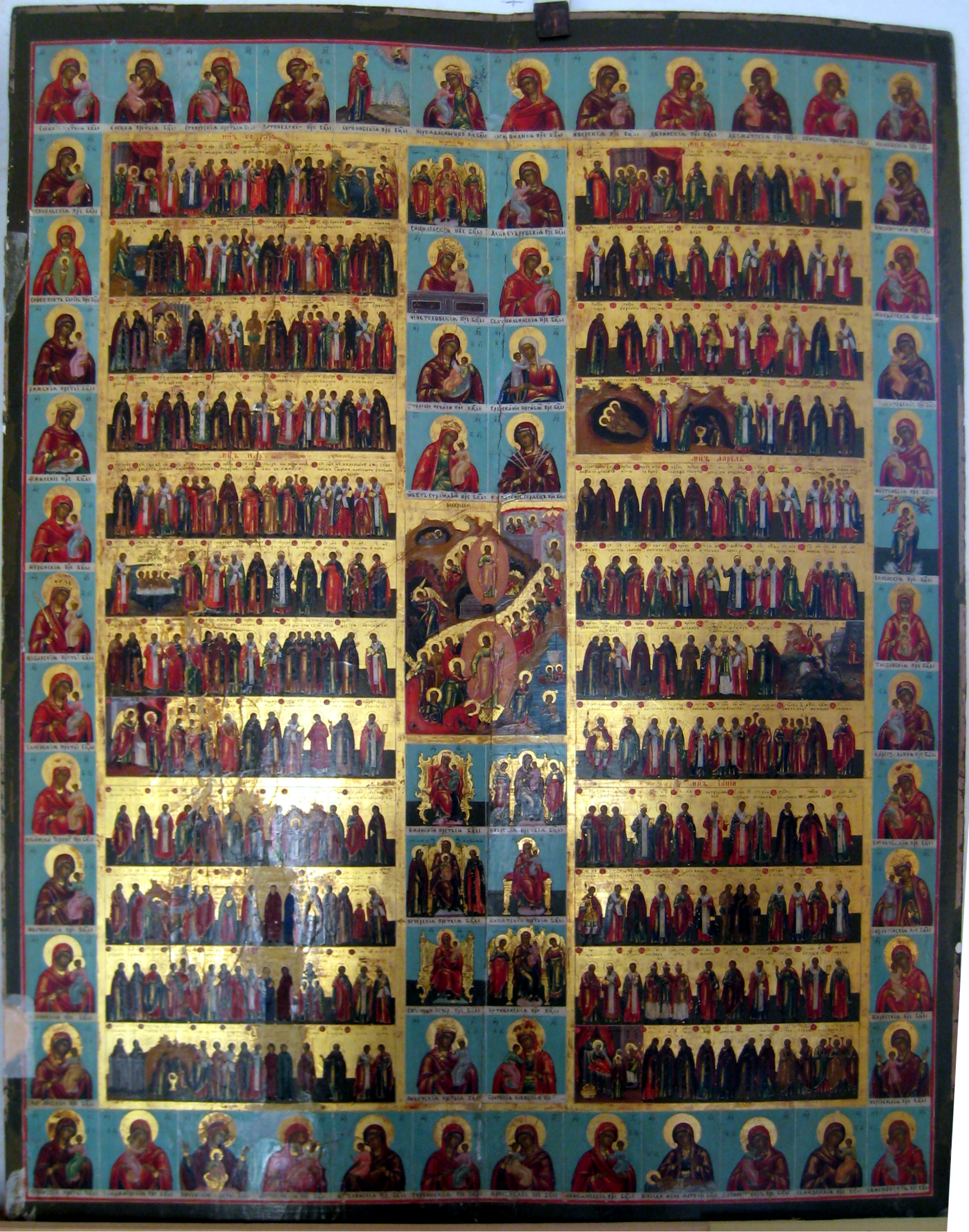
Menäen (für ein halbes Jahr), Ikone, 19. Jhd.

Ein Menäon (altgriechisch Μηναῖον Menaĩon, neulateinisch Menäum, plur. Menäen, monatlich) ist ein liturgisches Buch der orthodoxen Kirchen mit Texten für jeden Tag im unveränderlichen Zyklus des Kirchenjahres. Die Texte sind in zwölf Bänden zusammengefasst. Jeder Band entspricht dabei einem ganzen Monat. Der erste Monat ist der September.

## Ikonen
Der Begriff Menäon wird auch für die Ikonen von Heiligen verwendet, deren Gedenktage in einen bestimmten Monat fallen. Viele Kirchen haben für jeden Monat des Jahres eine Ikone, oder auch eine große Ikone für alle zwölf Monate im Jahr.